# 楊本仁
楊本仁（1495年—？），字次山，號醒川，河南開封府杞縣人，民籍，明朝政治人物。

## 生平
正德十四年（1519年）己卯科河南鄉試第五十四名舉人。嘉靖八年（1529年）中式己丑科會試第二百六十五名，登第二甲第五十七名進士。授工部都水司主事，差理河務，累官刑部郎中，出为江西按察司副使、九江兵备道，历升广西按察使、廣西右布政使、湖广左布政使，被劾致仕。所著《少室山人集》文词古茂，同时赵时春、唐顺之辈共推之。

## 家族
曾祖楊賢；祖父楊溥；父楊文秀，母馬氏；繼母李氏。具庆下。弟本義、本孝。